# Gerhard Strecke
Gerhard Werner Strecke (* 13. Dezember 1890 in Oberglogau, Landkreis Neustadt O.S., Provinz Schlesien; † 8. Dezember 1968 in Ratingen) war ein deutscher Musikpädagoge und Komponist, der vielfältig komponiert und heute vor allem für das Instrument Akkordeon noch Bedeutung hat.

## Leben
Gerhard Strecke kam als Sohn des Schulrektors Joseph Strecke (1859–1935) und dessen Ehefrau Auguste Klar (* 1864) zur Welt. Die Eltern stammten aus dem niederschlesischen Glatz, einem Städtchen mit Musiktradition. Der bedeutendste Glatzer Komponist war der zu Streckes Geburt noch lebende Eduard Tauwitz, der vier Opern, eine feierliche Messe und über 250 Kirchenlieder geschaffen hatte. Strecke wurde aber nach dem Wegzug der Eltern im oberschlesischen Oberglogau geboren, das wiederum musikgeschichtlich von sich behaupten kann, der einzige schlesische Ort zu sein, in dem Ludwig van Beethoven geweilt hat. Da der Vater neben seinem Lehrerberuf auch Chorrektor war, trat der viertgeborene Gerhard früh in den Kirchenchor ein. Außerdem erhielt er Unterricht in Violine, Klavier und Orgel. Im Alter von zehn Jahren wechselte er zu den von Max Filke geleiteten Breslauer Domsingknaben.
Zunächst ging er auch in Breslau zur Schule, und zwar auf das St. Matthias-Gymnasium, für die Primanerjahre wurde er auf das Gymnasium von Patschkau geschickt, unweit des Sommersitzes der seinerzeit noch eingesetzten Breslauer Fürstbischöfe, dem Schloss Johannesberg, gelegen. Dort befreundete er sich mit dem sechs Jahre älteren späteren Komponisten Hermann Buchal. Er studierte zuerst Philologie in Jena und Berlin, dann Musikwissenschaft am Königlichen Akademischen Institut für Kirchenmusik in Charlottenburg, wo er seinen Abschluss machte. An der Königlichen Akademie der Künste wurde er Meisterschüler von Georg Schumann.
Sein Kriegseinsatz endete in französischer Gefangenschaft. 1920 wurde er Theorielehrer an höheren Schulen im oberschlesischen Neisse. Nebenher glänzte er am Soloklavier und war auch ein gefragter Begleiter. 1924 holte ihn Buchal als Leiter des Musiklehrerseminars an das Schlesische Konservatorium in Breslau, ehe er Ostern 1936 die Leitung des Konservatoriums in Beuthen übernahm und 1940 als Abteilungsleiter an die Musikhochschule Kattowitz berufen wurde. Zum 1. Januar 1942 trat er der NSDAP bei. Im Zweiten Weltkrieg war er einige Zeit Reserveoffizier der Wehrmacht, hatte seinen Dienst aber noch vor dem Umschwung abgeleistet, jedoch standen seine beiden Söhne in den letzten Kriegsjahren im Gefecht. Am Staatlichen Hochschulinstitut für Musikerziehung in Trossingen fand er nach Kriegsende und der damit einhergehenden Vertreibung eine neue Anstellung. In der Hochburg der Harmonikaindustrie begann er, sich dem Akkordeon zuzuwenden, verhältnismäßig spät, aber mit leidenschaftlicher Hingabe. Als ordentlicher Professor 1953 in den Ruhestand versetzt, komponierte er an seinem heute zu Ratingen gehörenden neuen Wohnort Eggerscheidt und setzte sich für Aufführungen schlesischer Musik ein, bis er 1968 verstarb.
Gerhard Strecke war seit 1921 mit Frieda Proske (1893–1965) verheiratet, mit der er drei Kinder hatte: Peter (* 1923), Wolfgang (1924–2023) und Barbara (* 1925). Wolfgang Strecke war Politiker der CDU und amtierte von 1978 bis 1988 als Bürgermeister von Hanau.

## Werk
Sowohl in seiner alten als auch neuen Heimat engagierte sich Strecke in Künstlerzirkeln, wobei ihm aber die Bewahrung der Musik Schlesiens besonders am Herzen lag. Er zählte zu den gründlichsten Kennern und unermüdlichsten Förderern schlesischer Musik-Kultur, ohne sich freilich darauf zu beschränken. Er verfasste 1953 die Sammlung Lieder der Schlesier, schrieb Zeitschriftenaufsätze und Zeitungsartikel mit dem Schwerpunkt auf dem Musikerbe der verlorenen Heimat und stand dem Musikhistoriker Hans Joachim Moser beratend bei dessen Schlesien-Kapitel für das 1957 erschienene Grundlagenwerk Musik der deutschen Stämme zur Seite.
Sein musikalisches Œuvre umfasst 101 Titel, von denen knapp die Hälfte durch die Kriegs- und Nachkriegsgeschehnisse verloren gegangen sind. In der vokalen Sparte lassen sich etwa 160 Kunstlieder für Singstimme und Klavier, zahlreiche Volksliedbearbeitungen für unterschiedliche Chorbesetzungen, freie Vertonungen anspruchsvoller Texte für vier- bis achtstimmigen Chor, sowie – beispielhaft – die Kantate Oberschlesien nach Gedichten von Hans Niekrawietz anführen. Auf dem geistlichen Sektor komponierte er einstimmige Kirchenlieder und Betsingmessen, drei mehrstimmige lateinische Messen und ein Requiem, Offertorien und Motetten für drei- bis achtstimmigen Chor. Im instrumentalen Bereich sind unter anderem drei Sinfonien für großes Orchester, zehn Orchestersuiten, Konzerte und Konzertstücke für Violine und Viola angesiedelt. Als Kammermusik verfasste er ein Streichtrio, fünf Streichquartette nebst Variationen über ein dänisches Volkslied für Bläserquintett und Klavier. Für Tasteninstrumente liegen aus seiner Feder Sonaten, Variationen, Charakterstücke und als letzter umfänglicher Zyklus 24 Praeludien und Fugen in allen Dur- und Molltonarten für Orgel vor. Seine Gigue aus dem Jahre 1946 ist dem Akkordeonisten und Dirigenten Rudolf Würthner gewidmet.
Zentraler Leitgedanke Streckes war die Schlichtheit, um ein erklärungsfreies Verstehen zu ermöglichen. An anderen Komponisten beobachtete er, wie deren früher Veränderungsenthusiasmus mit zunehmender Erfahrenheit und Reife in ruhige Bahnen der Tradition gelenkt wurde. Und so bewahrte er selbst die Formen und Stilelemente der europäischen Musikgeschichte, wobei er weitestgehend der Spätromantik verhaftet blieb. Zeugnis davon geben vor allem die folkloristischen Arbeiten, von der reinen Liedersammlung über Volkslied- und Volkstanzbearbeitungen bis hin zu den Orchestersuiten Nr. 4 op. 43, Nr. 7 op. 86 und Nr. 8 op. 89.
In Schlesien erfuhren seine Werke häufiger Aufführungen, nachdem ihm zu seinem 50. Geburtstag Ehrungen der Universität Breslau zuteilgeworden und drei Jahre später der Oberschlesische Musikpreis verliehen worden war. Außerhalb Schlesiens konnte er 1930 bei der Tagung zur Erneuerung der katholischen Kirchenmusik für seine Offertorien Anerkennung erhalten. Das achtstimmige Prooemion (op. 23, Nr. 3) wurde am 18. Juli 1937 bei der Eröffnung des „Hauses der Deutschen Kunst“ in München gesungen. Das 5. Streichquartett (Serenade) führte das Schlesische Streichquartett an vielen Orten auf. Nach dem Zweiten Weltkrieg wurden die Orchestersuiten und die Orgelkompositionen von mehreren westdeutschen Sendeanstalten aufgezeichnet und gesendet.

## Auszeichnungen
- 1918: Mendelssohn-Preis[7][11]
- 1943: Musikpreis der Stiftung Oberschlesien[4][7]
- 1955: Bundesverdienstkreuz am Bande
- 1962: Johann-Wenzel-Stamitz-Preis[7][11]

## Werke
(Wenn nicht anders angegeben, sind die Kompositionen Manuskript.)

### Orchestermusik
- Orchestersuite Nr. 2 op. 38 (Ries & Erler)
- Orchestersuite Nr. 4 Oberschlesische Tanzsuite op. 43 (Ries & Erler)
- Lustige Ouvertüre op. 44 (Ries & Erler)
- Sinfonie Nr. 1 d-Moll op. 54
- Sinfonie Nr. 2 e-Moll op. 60
- Introduktion und Allegro für Streichorchester op. 75
- 12 Tanzbilder op. 80 (Süddeutscher Musikverlag)
- Orchestersuite Nr. 5 Ballettsuite op. 84
- Orchestersuite Nr. 6 Rheinische Hochzeitsmusik op. 85
- Orchestersuite Nr. 7 Oberglogauer Pfeffernulken, Volkstanzsuite nach Tanzmotiven aus dem Kreise Neustadt O/S op. 86 (Ries & Erler)
- Konzertstück für Violine und Orchester op. 87 (Ries & Erler)
- Orchestersuite Nr. 8 Silesia op. 89
- Orchestersuite Nr. 9 Weihnachten op. 90
- Violinkonzert op. 95
- Capriccio für Violine und kleines Orchester op. 96a
- Sinfonische Legende op. 98
- Orchestersuite Nr. 10 Weberiade op. 99

### Kammermusik
- Streichquartett Nr. 5 A-Dur Serenade op. 50
- Streichtrio op. 51a (Bearbeitung der Klavierstücke op. 51 mit neu hinzukomponiertem 4. Satz: Thema und Variationen)
- Variationen und Fuge über das dänische Volkslied Turnering für Flöte, Oboe, Klarinette, Horn, Fagott und Klavier op 76/1 (Bearbeitung des Klavierwerks)
- Capriccio für Violine und Klavier op. 96b

### Orgelmusik
- 3 Präludien und Fugen (Es-Dur, es-Moll, e-Moll) op. 52
- 3 Variationenreihen op. 73: 1. Variationen über das eigene Lied Nicht klagen und zagen; 2. Passacaglia c-Moll; 3. Ciaccona e-Moll
- Präludium und Fuge cis-Moll op. 97 (Böhm & Sohn)
- 3 Triosonaten (b-Moll, h-Moll, e-Moll) op. 100
- 24 Präludien und Fugen op. 101 (Laumann, Dülmen)

### Akkordeonmusik
- Sonatine F-Dur (Hohner)
- Sonatine C-Dur
- 4 Vortragsstücke: Capriccio, Sarabande, Thema und Variationen, Gigue (Hohner)

### Klaviermusik
- Sonate Des-Dur op. 11
- 4 kleine Klavierstücke op. 51
- 3 Klavierstücke op. 62
- 3 Klavierstücke op. 66
- Präludium und Fuge Es-Dur op. 67
- Variationen und Fuge über ein eigenes Thema op. 72
- Variationen mit Schlussfugen op. 76: 1. über das dänische Volkslied Turnering; 2. über das schwedische Volkslied Jungfru Maria; 3. über das norwegische Volkslied Ich weiß ein kleines Mädel

### Chormusik (Auswahl)
- 4 Adventsoffertorien op. 8, verschollen bis auf: Nr. 4 Ave Maria
- 7 gemischte Chöre op. 16 (Kistner & Siegel)
- 3 gemischte Chöre op. 18 (Böhm & Sohn)
- 3 gemischte Chöre op. 23 (Kistner & Siegel)
- 8 Mariengesänge op. 24, verschollen bis auf: Maria, Mutter, ich dich grüße (Böhm & Sohn)
- 3 Männerchöre op. 28 (Kistner & Siegel)
- 3 gemischte Chöre op. 30 (Böhm & Sohn)
- Offertorien für die Sonntage nach Pfingsten op. 42, Nr. 1–7 (Schwann, Düsseldorf) (die ungedruckten restlichen sieben Nummern bis auf Nr. 13 und Nr. 14 verloren)
- 10 geistliche Gesänge für Frauenchor op. 64 (Böhm & Sohn)
- 5 deutsche Motetten für Frauenchor op. 77 (Böhm & Sohn)
- 5 Männerchöre op. 78
- 3 deutsche geistliche Chöre für sechs Stimmen op. 79 (Kistner & Siegel)
- 3 Eichendorff-Chöre für gemischten Chor op. 82 (Böhm & Sohn)
- 4 gemischte Chöre op. 88 (Kistner & Siegel)
- Missa tertia für 2 (oder 4) Singstimmen und Orgel op. 91
- 4 Männerchöre op. 92
- Eichendorff-Tricinien für gleiche Stimmen op. 93 (Böhm & Sohn)
- Heimat (Max Herrmann-Neiße) für drei- bis sechsstimmigen Frauenchor mit Begleitung ad libitum (Haubrich, Mülheim an der Ruhr)
- Heimatliche Erde (Hans Niekrawietz) für Frauenchor mit Klavier ad libitum (Böhm & Sohn)
- Trossinger Tantum ergo (Friedrich Pustet)
- Anbetung des Jesuskindes (Böhm & Sohn)
- Weihnachtslegende (Böhm & Sohn)
- Atme in mir, du heiliger Geist (Böhm & Sohn)
- Paderborner Tantum ergo (Schwann)
- Du kannst dein Kreuz nicht wählen (Schwann)

### Lieder (Auswahl)
- 4 Lieder op. 5
- 5 Weihnachtslieder op. 14 (Kistner & Siegel)
- 7 Lieder op. 71
- 8 Lieder mit Klavier oder Akkordeon op. 81 (Hohner)
- 22 Lieder auf Texte von Richard Schiedel op. 83
- 7 Lieder op. 94
- einzelne Lieder aus folgenden Sammlungen sind erhalten: op. 2, op. 4, op. 13, op. 21, op. 31, op. 47, op. 48, op. 58, op. 65

### Verschollene Werke (Auswahl)
- Präludium und Fuge für Orgel h-Moll op. 3
- Messe für fünfstimmigen Chor a cappella op. 6
- Streichquartett Nr. 1 g-Moll op. 7
- Vaterländischer Spruch nach Ernst Moritz Arndt und Heinrich von Kleist für Männerchor und großes Orchester op. 9
- Streichquartett Nr. 2 h-Moll op. 10
- Sinfonietta für Streichorchester B-Dur op. 12
- Das Marienleben, Liederzyklus nach Rainer Maria Rilke für Gesang und Klavier op. 17
- Streichquartett Nr. 3 d-Moll op. 20
- Streichquartett Nr. 4 C-Dur op. 22
- Suite für Klavier op. 26
- Messe a-Moll für gemischten Chor, Orchester und Orgel op. 29
- Idylle, Kantate nach Johann Wolfgang von Goethe für Soli, Chor und Blasorchester op. 32
- Orchestersuite Nr. 1 Heitere Suite für Blasorchester op. 35
- Missa pro defunctis (Requiem) für gemischten Chor a cappella op. 36
- Der schlesische Spinnabend, Kantate für Soli, Sprecher, Chor und großes Orchester op. 39
- Orchestersuite Nr. 3 nach der Kantate Der schlesische Spinnabend op. 39
- Carl-Hauptmann-Kantate für Soli, Sprecher, Chor und Orchester op. 40
- Baudenzauber, Kantate nach Hans Christoph Kaergel für Soli, Sprecher, Chor und großes Orchester op. 44 (Ouvertüre gedruckt als Lustige Ouvertüre, siehe Orchestermusik)
- Kantate O/S nach Hans Niekrawietz op. 46
- Konzertstück für Violine, Viola und Orchester op. 49
- Festliche Musik für großes Orchester op. 53
- Triosonate für Orgel G-Dur op. 59
- Maiandachtslieder op. 68
- Sinfonie Nr. 3 A-Dur op. 70
- 22 Choralvorspiele für Orgel op. 74
- Eichendorff-Kantate für Chor und kleines Orchester

## Notenausgaben (Auswahl)
- Gerhard Strecke: Zehn geistliche Gesänge. Böhm & Sohn, Augsburg, DNB 100640032X (vermutlich 1950).
- Gerhard Strecke: Konzertstück für Violine und kleines Orchester. Ries & Erler, Berlin 1954, DNB 1006403337.
- Gerhard Strecke: Sonatine für Akkordeon. 1946. Hohner, Trossingen 1957, DNB 358046041.
- Gerhard Strecke: Sechs Eichendorf-Tricinia op. 93. Bände 1–6. Böhm & Sohn, Augsburg 1957, DNB 1006404392.
- Gerhard Strecke: Vier alte Marienlieder (= Die Chorsammlung. Band A 51). Pustet, Regensburg, DNB 1006415734 (vermutlich 1957).
- Gerhard Strecke: Präludium und Fuge in cis-Moll op. 97. Böhm & Sohn, Augsburg 1960, DNB 1006405496.
- Gerhard Strecke: Ausgewählte Orgelwerke (= Ausgewählte Orgelwerke. Band 1). Laumann, [Dülmen] 1974, DNB 997791527.
- Gerhard Strecke: 24 Praeludien und Fugen für Orgel op. 101. Teil 1 (1983) und 2 (1985). Laumann, Dülmen, DNB 350325480.
- Gerhard Strecke: Vier Vortragsstücke für Akkordeon. Hohner, Trossingen, DNB 350944539 (1946 entstanden, Copyright-Vermerk von 1957, vermutlich 1994).
- Gerhard Strecke: Oberschlesische Tanzsuite für Orchester op. 43. Ries & Erler, Berlin, DNB 357174976 (Studienpartitur, vermutlich 1998).

## Primär- und Sekundärliteratur
- Benno Nehlert, Gerhard Strecke: Die Glocken von Sankt Jakob. Ein Festspiel in 3 Aufzügen (= Bücherei der „Heimatblätter des Neissegaues“. Band 1). Verlag der „Neisser Zeitung“, Neisse 1925, DNB 36193629X.
- Gerhard Strecke (Hrsg.): Lieder der Schlesier. Aus gedruckten und ungedruckten Quellen gesammelt. Tonger, Rodenkirchen, Köln 1953, DNB 454928246.
- Gerhard Strecke. Zum 75. Geburtstag am 13. Dezember 1965. [Mit einem] Werkverzeichnis (= Schriftenreihe Kulturwerk Schlesien). Verlag Kulturwerk Schlesien, Würzburg 1965, DNB 454928238.
- Gerhard Strecke: Eine Selbstdarstellung. In: im Auftrag des Arbeitskreises für Schlesisches Lied und Schlesische Musik von Gerhard Pankalla, Gotthard Speer (Hrsg.): Zeitgenössische schlesische Komponisten. Eine Dokumentation. Band 1. Laumann, Dülmen, DNB 800156633 (mit Literaturverzeichnis, vermutlich 1973).
- Norbert Dolezich: Briefwechsel Gerhard Strecke – Norbert Dolezich (8. Januar 1966 – 26. November 1968). In: Alfons Perlick und Oskar Pusch (Hrsg.): Mitteilungen des Beuthener Geschichts- und Museumsvereins, Heft 36/41 (1974/1979), Dortmund 1979, S. 74–102.
- Fred K. Prieberg: Handbuch Deutsche Musiker 1933–1945. CD-ROM-Lexikon, Kiel 2009, 2. Auflage, S. 7520f. online